# وهم نهاية التاريخ
وهم نهاية التاريخ هو وهم نفسي يعتقد فيه الأفراد من جميع الأعمار بأنهم شهدوا تطويرًا مهمًا في الذات وتغييرات في الأذواق حتى اللحظة الحالية، ولكنهم لن ينموا أو ينضجوا جوهريًا في المستقبل. بالرغم من إدراك أن تصوراتهم قد تطورت، يتنبأ الأفراد بأن تصوراتهم سوف تبقى نفسها تقريبًا في المستقبل.
يُبنى هذا الوهم على حقيقة أنه في أي مرحلة تطور معطاة، يستطيع الفرد ملاحظة مستوى قليل نسبيًا من النضوج في المراحل السابقة. وتؤثر هذه الظاهرة على المراهقين، الأفراد في منتصف العمر، والكبار في السن. وبصورة عامة، يميل الناس إلى رؤية تغيرات ذات أهمية بعد فوات الأوان، ولكنهم يفشلون في تنبؤ أن هذه التغيرات سوف تستمر. فعلى سبيل المثال، لن يكون تنبؤ شخص بعمر 20 عامًا حول التغير الكبير الذي سوف يمر به في السنة القادمة شديدًا كذكرى شخص بعمر 30 عامًا للتغيرات التي مرت عليه بين 20 و30 عامًا. وتعتبر نفس الظاهرة صحيحة للأشخاص من أي عمر.
تحدَّث أحد الباحثين الرئيسين في نهاية التاريخ وهو العالم النفسي دانييل غيلبرت في مؤتمر لتيد حول هذا الوهم. خمَّن جيلبرت أن الظاهرة قد تحدث بسبب صعوبة تنبؤ كيفية تغير الشخص أو الرضا على حالته من الوجود. ويربط جيلبرت الظاهرة أيضًا مع طريقة إدراك البشر للوقت بصورة عامة.

## الدراسة الأصلية
نشأ مصطلح «وهم نهاية التاريخ» في مقالة دورية لعام 2013 للعلماء النفسيين جوردي كويدباخ، ودانييل غيلبرت، وتيموثي ويلسون مفصلين بحثهم عن الظاهرة ومستفيدين من العبارة التي صاغها فرانسيس فوكوياما في كتابه تحت نفس الاسم. وتلخص المقالة ست دراسات على أكثر من 19,000 مشارك بين الأعمار 18 و68. وجدت هذه الدراسات قلة تقدير للتغيرات المستقبلية للشخصية، القيم الأساسية، والتفضيلات وكذلك اكتشفت بعض العواقب العملية لقلة التقديرات هذه.

### الشخصية
أجريت دراسة لتحديد ما إذا كان الناس يقللون من تقدير مدى تغير شخصياتهم في المستقبل. وقد أجري هذا عن طريق جعل جميع الناس في العينة يخضعون لاختبار الشخصية. ثم طُلب من المشاركين إما إكمال الاختبار كما كانوا ليكملوه قبل عشر سنوات أو طلب منهم إجراء الاختبار بالطريقة التي يعتقدون بأنهم سوف يجرونه بها بعد عشر سنوات. وُضعت الاختلافات بين الشخصية الحالية والشخصية التي أُفصح عنها أو المتوقعة في تحليل الانحدار.
قد كشفت هذه الدراسة بالذات أنه بزيادة عمر المشارك يقل تغير الشخصية الذي يخبر عنه أو يتنبأ به. وبالرغم من هذا، لم يتغير حجم وهم نهاية التاريخ مع العمر وقد تنبأ المتنبئون بشكل ثابت بأن شخصياتهم سوف تتغير بصورة أقل خلال العقد القادم أكثر مما اعتقد الذين أخبروا عنها أنها تغيرت في ذلك الوقت. وعن طريق مقارنة نتائج الدراسة مع حجم تغيير الشخصية الحقيقية الموجود في العينات السابقة أيَّدت النتائج فرضية أن التعارض بين الشخصيات المُبلَّغ عنها والمتنبأ بها هو جزئيًا بسبب أخطاء في التنبؤ وليس أخطاء في الذاكرة.

### القيم الرئيسية
لاختبار ما إذا كان وهم نهاية التاريخ منطبقًا على نطاق القيم الرئيسية، أعاد الباحثون الإجراء المستخدم لاختبار الشخصية. وبعد تطويع عينة جديدة، طُلب من المشاركين الإشارة إلى أهمية القيم الأساسية لليوم الحالي ثم فُرزوا إلى مجموعات إخبار وتنبؤ. وجد الباحثون أن حجم وهم نهاية التاريخ للقيم الرئيسية موجود أيضًا، وبالرغم من أن الحجم في هذه الحالة يقل مع العمر فإنه كان ومع ذلك حاضرًا في جميع الأعمار من المشاركين.

### التفضيلات
لتأكيد الادعاء القائل إن التعارض الذي يُسَجَل كان بسبب خطأ في التنبؤ وليس خطأ في الذاكرة، قرر الباحثون أيضًا دراسة نطاق تكون فيه الذاكرة موثوقة بشكل كبير. اعتقد المختبرون أن الطلب من الفرد تذكر تفضيلاته قبل عقد من الزمن ستكون أسهل بشكل كبير وأكثر دقة من الطلب منه تذكر سماته الشخصية أو ترتيب قيمه. وقد تم تطويع عينة جديدة لغرض هذه الدراسة وأعطى المشاركون مرة أخرى تفضيلاتهم الحالية لأسئلة مختلفة مثل الطعام المفضل، الموسيقى المفضلة، أو الصديق الأفضل. من ثم قُسّمت العينة إلى متنبئين ومخبرين والذين سجلوا ببساطة ما إذا كان تفضيلهم مختلفًا قبل عقد من الزمن أو ما إذا كانوا يتوقعون تغير تفضيلهم في العقد القادم.
كشف تحليل الانحدار مرة أخرى عن نفس النتائج، مع وجود وهم نهاية التاريخ في تنبؤات تغير التفضيل. وتوقع المشاركون باتساق بقاء تفضيلاتهم غير متغيرة نسبيًا في العشر سنوات القادمة بينما عكس المشاركون الأكبر بعقد مستويات أعلى من تغير التفضيل. وعزز هذا فكرة أن التعارض بين المخبرين والمتنبئين هو جزئيًا بسبب قلة تقدير التنبؤات وليس خطأ في الذاكرة والذي قد يكوّن الشخصية ودراسات القيم الأخرى حساسة أكثر باتجاهه.

### الاستنتاج
استنتج كويدباخ، جيلبرت، وويلسون على أساس هذا الدليل أن الناس لا يقللون من تقدير القدر الذي سيتغيرون فيه في المستقبل فحسب، ولكنهم بفعل هذا يغامرون في اتخاذهم القرار الأمثل. لم يُدرس سبب الوهم، بالرغم من تخمين الباحثين أن المقاومة أو الخوف من التغيير قد يكونان من المسببات. والتفسير الآخر الذي قدمه الباحثون هو أن الإخبار ترميمي بينما يكون التنبؤ بنّاءً. لأن بناء أشياء جديدة أًكثر صعوبة عادة من ترميم أشياء قديمة، وعلى هذا؛ سوف يفضل الناس فكرة عدم أرجحية التغيير للبديل الصعب لتخيل تغير شخصي هائل. وقد استنتجت الدراسة أن الأفراد من جميع الأعمار يعتقدون أن سرعة تغيرهم الشخصية قد تباطأت جدًا، بينما يبين الدليل أنها قلة تقدير.

## النقد
قوبلت الدراسة الأصلية التي اقترحت وهم نهاية التاريخ، والتي قادها جوردي كويدباخ بانتقاد لاستعمالها دراسة مستعرضة بدلًا من دراسة طولية، والتي من شأنها أن تُعرّض بشكل أكبر لطبيعة التأثير على المدى الطويل. ويشكك النقاد أيضًا بموثوقية ذاكرة السيرة الذاتية.